# 紅毛城

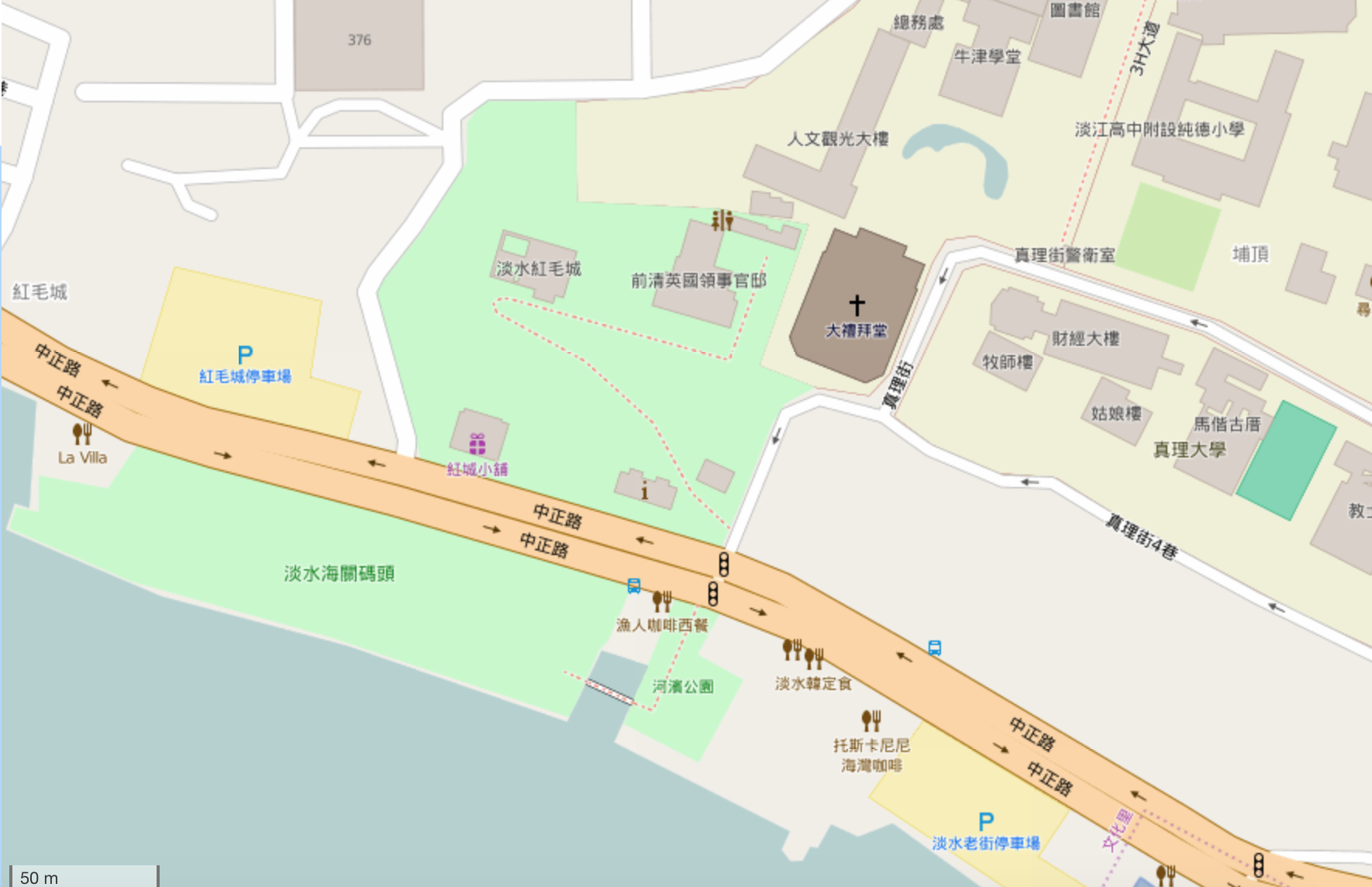
紅毛城與附近區域地圖

紅毛城古蹟區，又稱前英國駐台北領事館及官邸，古稱聖多明哥城、安東尼堡，是一座位於台灣新北市淡水區的古蹟。最早建城是在1628年統治台灣北部的西班牙人所興建的「聖多明哥城」，但後來聖多明哥城被摧毀，1644年荷蘭人於聖多明哥城原址附近重建，並命名為「安東尼堡」。而由於當時漢人稱呼荷蘭人為紅毛，因此這個城就被他們稱作「紅毛城」。1724年，臺灣府淡水捕盜同知王汧開始整修紅毛城，增建了四座外圍城門。1867年以後，紅毛城開始由英國政府租用作為領事館，並在旁興建領事官邸。太平洋戰爭期間，日本向英美宣戰而查封紅毛城，直到戰後輾轉交還予英方。之後，英國雖於1950年和中華民國斷交，但仍持續使用紅毛城作為領事館直到1972年與中華人民共和國升格為大使級外交關係才停止運作，並在之後依序由澳大利亞與美國代為管理。一直到1980年，該城的產權才移交至中華民國政府手中，指定為一級古蹟並開放供民眾參觀。紅毛城被視為台灣現存最古老的建築之一，也是中華民國內政部所頒訂的國定古蹟。
紅毛城古蹟區包含紅毛城主堡、前英國領事官邸以及清治時期所建造的南門。其中紅毛城主堡是臺灣最古老的完整建築物，前方置有四尊嘉慶18年製成的古炮；前英國領事官邸在主堡東側，為兩層式洋樓；南門則為古蹟區內唯一的中國式建築，使用觀音石砌成。另外，園區內還有一座從山腳下移上來的「寶順行石碑。全園區由新北市立淡水古蹟博物館營運。
「淡水紅毛城及其週遭歷史建築群」為文化部遴選之臺灣世界遺產潛力點之一，其涵蓋範圍包含潛力點本身及緩衝區，從淡水至竹圍，約與新北市淡水區相當，總面積為70.6565平方公里。

## 歷史

### 西治時期
1571年，西班牙開始以呂宋島的馬尼拉作為東亞的殖民首府，並拓展至民答那峨島與摩鹿加群島。到了1586年，為了保障西班牙在菲律賓的安全，西班牙開始計畫攻佔包含臺灣在內的菲律賓周圍地區:2。1592年，日本的豐臣秀吉曾計畫南征，欲先取得臺灣並南侵呂宋，使得西班牙方面逐漸重視臺灣的戰略地位，並開始有籌劃將臺灣作為殖民地的計畫:2:12。到了1624年，荷蘭方面先一步在大員設立貿易據點，開啟了臺灣荷蘭統治時期，並組成艦隊在菲律賓與澎湖海域劫掠中國船隻，影響西班牙與中國之間的貿易，因此西班牙人便決定佔領臺灣以對抗荷蘭人，同時作為天主教道明會向中日傳教的跳板:12。
1626年2月，瓦德斯率領艦隊從馬尼拉灣出發，先前往呂宋島北部征討起事的原住民部落，再於同年5月5日啟程前往臺灣島:13。爾後，他們沿著臺灣東海岸來到雞籠灣，並砲轟雞籠島上的原住民聚落以佔領該島。隨後，他們在5月16日正式舉行天主教儀式宣佈佔領雞籠島，命名為聖薩爾瓦多島，並在該島建立聖薩爾瓦多城作為統治中心，開啟了臺灣西班牙統治時期:36:13。到了1627年，由於糧食短缺，瓦德斯派20名士兵前往淡水河，欲和圭柔社（Senar）原住民收購糧食。然而，西班牙軍停留了1、2個月後，卻遭附近部落聯合反抗，隊長及7位士兵被殺，其餘人則逃回雞籠:219。1628年，瓦德斯派100名士兵進攻，原住民不敵而逃亡，西班牙軍便進入村內搶奪糧食，圭柔社原住民最終割讓土地並談和:219。1628年至1629年，西班牙人開始在此地以粘土、蘆葦桿、竹子及木材為原料:29，建城作為據點，命名為聖多明哥城，並於其旁設立天主教堂:14:8:3:11。圭柔社則改遷往他處，分散而居，並於其後被西班牙人聚集至離聖多明哥城二至三公里遠的小山丘居住:17。根據在1635年卸任的西班牙雞籠淡水長官羅美洛描述，當時的聖多明哥城由三座木造小稜堡與一座瞭望台所組成，其外圍則以木柵圍成一個廣場:64。外壁高約20至25呎，並駐有300名士兵:69。城內有西班牙駐軍宿舍、貨倉以及火藥庫，周圍則有漢人、日本人與原住民的聚落、市集和耕地:37。
1629年，統治臺灣南部的荷蘭人北上攻打淡水地區，但戰敗而返:44:3。1636年，西班牙撤回部分淡水駐軍，以應付菲律賓南部的反抗，當地原住民則趁機在晚間攻打聖多明哥城，造成30多名西班牙人死亡，並將城砦焚毀，同時也毀壞了4座教堂:29:3。該城於隔年開始重建，由駐淡水守將主持，並改用石材及石灰以加強防禦:29。1642年，荷蘭人趁西班牙調回基隆守軍以抽兵攻打民答那峨時，北上自金包里登陸攻擊西班牙統治的雞籠地區，西班牙守軍開城投降。而淡水的聖多明哥城亦於當年棄守，不戰而下:29:33:44。西班牙在撤軍時焚毀原有城砦:76:11。亦有一說指西班牙於1637年即因軍費因素決定撤守淡水，駐菲律賓總督並於隔年下令拆毀聖多明哥城調兵回菲律賓:3。此後聖多明哥城的遺跡成了考古界尚待發掘的一大難題。

### 荷治時期
1641年，荷蘭東印度公司開始前往淡水與當地居民進行硫磺與鹿皮貿易，亦有紀錄指該年荷蘭已開始派船之在淡水河巡弋:4。在隔年8月攻下雞籠之後，荷蘭人開始計劃在聖多明哥城原址附近重建城砦，以維持該地之硫磺貿易:4。他們以聖多明哥城之原有基礎加以改良，並立即開挖新地基:34。他們並要求附近原住民部落支援，同時從外地將1500多包的石灰運至淡水，任聘漢人泥水匠:30。1643年5月7日，第一塊石頭正式奠基，並開始築城:30。然而，由於工程不順使得工期延宕，至1644年12月底僅蓋到8呎高，而次年年底更因為淡水下大雨導致工期再度延宕，直至1646年方全數完工:32。
荷蘭人將此城命名為安東尼堡，以紀念時任荷屬東印度總督安東尼·范·迪門:35。其西南角被命名為迪門堡、東北角則是瑪莉亞堡、東南角則為硫磺堡:69。落成後，約有80名荷軍負責駐守安東尼堡:32。當時的安東尼堡在方形的城砦上頭，建有一座木造尖型屋頂，城下前方則插著荷蘭國旗:32。由於當時的漢人稱荷蘭人為紅毛番，所以安東尼堡也被稱作紅毛城:33:76。

### 鄭氏時期
1661年6月，雞籠與淡水的巴賽人起兵反抗，並企圖闖入淡水城，同時焚毀荷蘭人與漢人的居所:4。1662年2月1日，荷蘭大員長官揆一在條約上簽字，向鄭成功軍隊投降。然而，荷軍仍持續駐守北臺灣的淡水與雞籠等地，鄭氏則主要在臺灣南部地區經營:34。到了1668年，荷軍方自臺灣全數撤退，並在撤軍的同時破壞城砦，燒毀一些無法帶走的物品。1683年，由於清軍欲派兵攻打雞籠與淡水，鄭氏才派何祐進駐淡水地區，並稍加將紅毛城略微修葺。同年7月，鄭軍於澎湖海战失利，何祐遂私下向清廷表示願獻出雞籠與淡水二地，而鄭氏則在9月5日向清朝正式投降:34:48。

### 清治時期

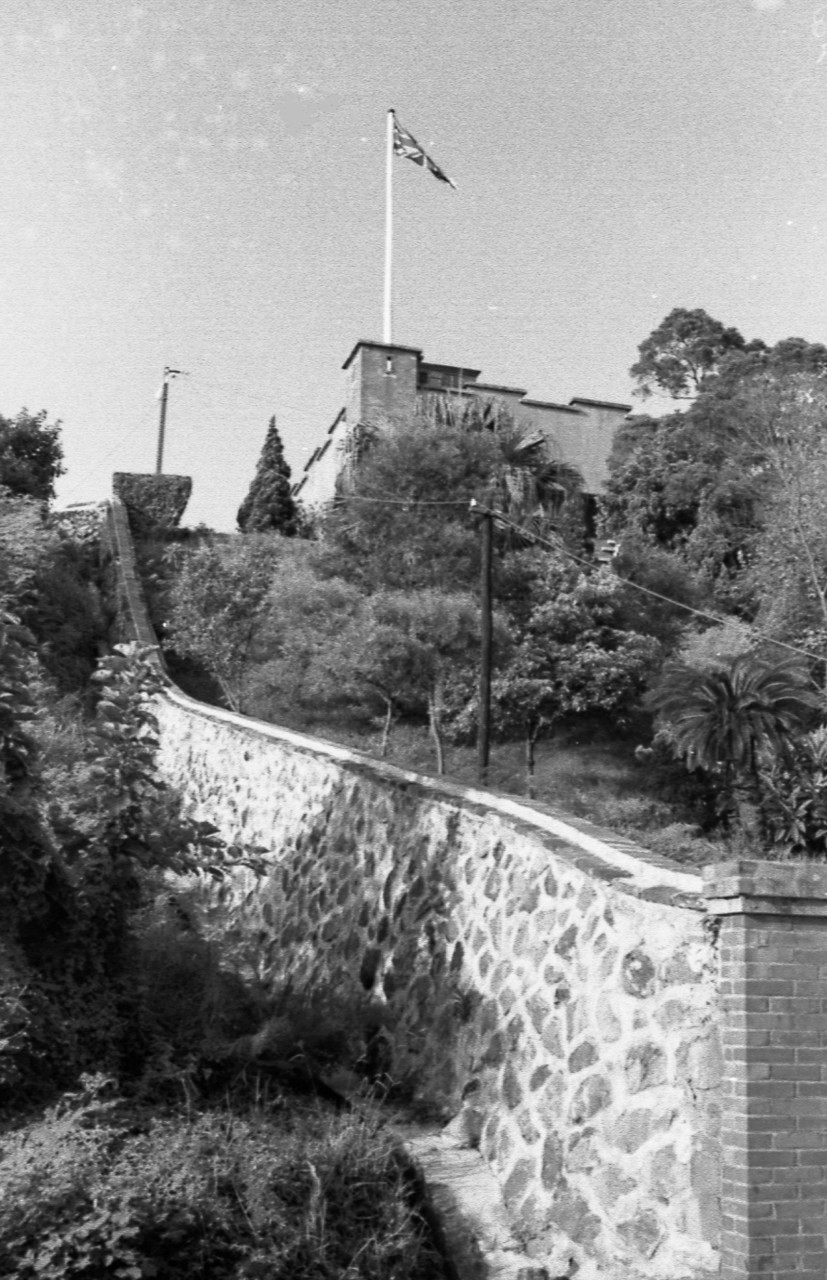
紅毛城自1867年至1972年作為英國領事館使用

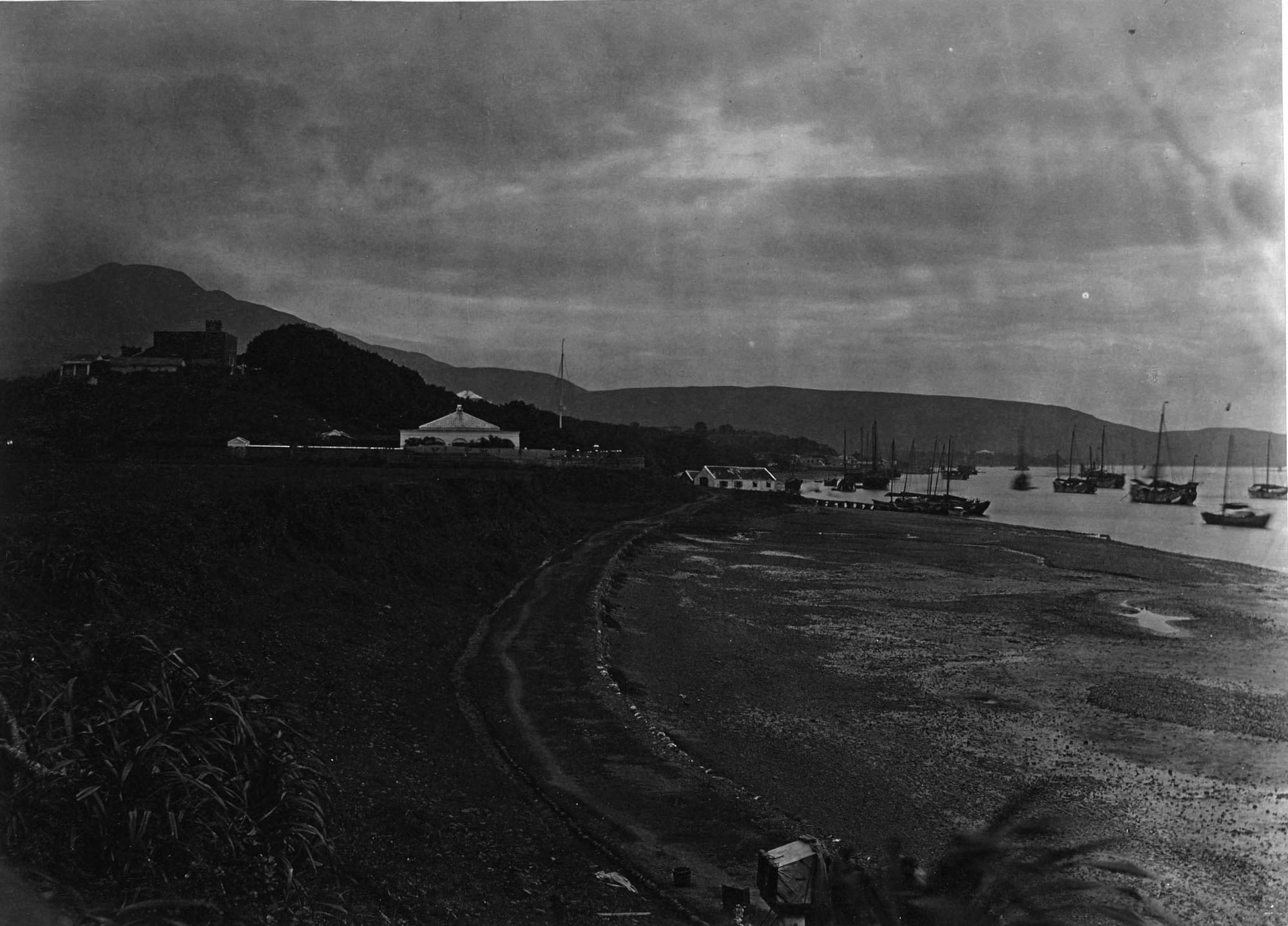
紅毛城周邊，1860年至1880年間拍攝

清廷統治時期使其荒廢了四十年過後，1724年時任臺灣府淡水捕盜同知的王汧開始整修紅毛城。該次整修增闢了四座外圍的城門，包含東、西大門與南、北小門:70:34:55:76。其中現存的南小門以石條砌成，上有雉堞，為中國式城門:36。然而，當時清政府並未在該城駐軍:68。嘉庆年間，清軍在紅毛城下的河岸邊東側建造新砲台，並使滬尾水師駐守之。1860年，中英天津條約簽訂，淡水港亦隨之開港。英國便在1861年於淡水設立領事館，並於1867年與清廷訂定《紅毛城永久租約》:76:9，自隔年開始以每年十兩紋銀的租金永久租用紅毛城，同時遷館於該處並大幅修葺之，稱其為「舊荷蘭城堡」:38:34:2:77。首任代理領事威廉·古格里（William Gregory）與數名海關助理在紅毛城辦公。當時英國人將紅毛城二樓用作辦公室，並在底樓用磚牆隔出小房間作監獄:40。
英國人整修紅毛城前，城壁為紅磚和白灰的自然顏色，同時長滿了雜草:40。英國人花了150兩作為整修費用，將紅毛城外壁粉刷成朱紅色，並在南側加設露台，亦由紅磚所砌。他們也將尖形屋頂改成平台式，同時屋頂的雉堞亦改為英式風格，並在東北與西南角懸出石樑，增建眺望碉堡:42:76,77。城堡西側也增建了石造的小屋，用作僕役的居所以及廚房，並將東西北門拆除，僅留下一座南門。屋頂平台上也豎起很高的旗杆，並懸掛起英國國旗:42。然而，其主體構造仍為荷治時期的原物，而無遭破壞:44。英國探險家必麒麟在當時曾進入紅毛城參觀，並表示該城情況良好，只是室內很潮濕:44。
1884年中法戰爭爆發，法軍入侵淡水地區，並砲擊紅毛城，然而該城卻絲毫無損:74。日後，由於淡水港貿易量激增，英國人便在1891年於紅毛城主堡東側空地增建兩層式紅磚洋樓，以作為領事官邸:44:76。而紅毛城的「戍台夕陽」景色，則是自乾隆年間以降先後被列為「淡水廳四景」、「淡北八景」、「全淡八景」之一:26:5:172。

### 日治時期

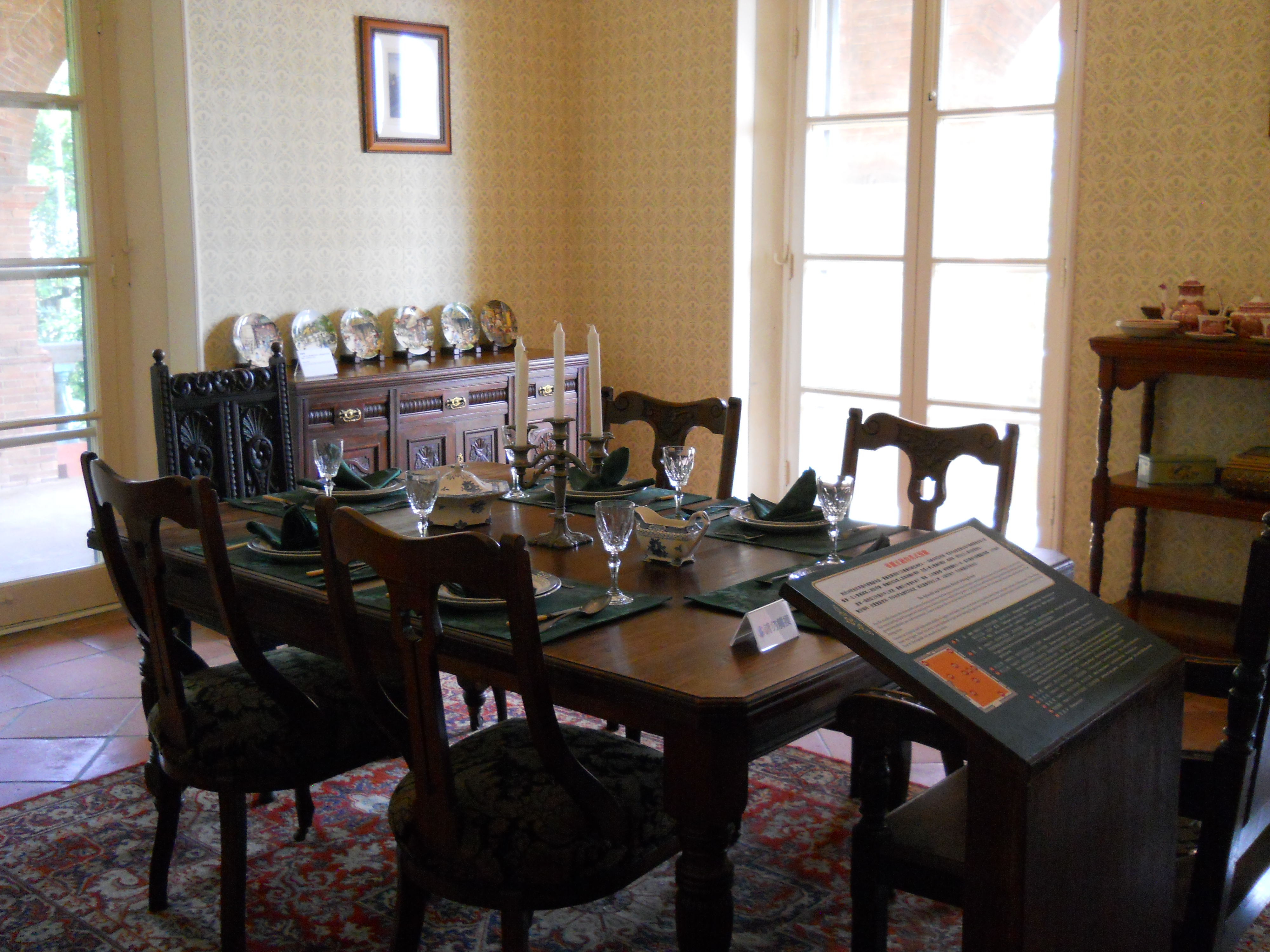
領事官邸內的陳設

1895年，臺灣進入了日本統治時期，紅毛城仍作為英國領事館。登山車道以及數棟管家和僕役的宿舍亦在此時增建:44。英國領事館原希望臺灣總督府能收購紅毛城，並要求日方補助其遷館至大稻埕，但並未成功，因此使英國繼續將其作為領事館使用:46:75。1912年，紅毛城已是淡水地區的著名觀光景點:197。這段時期，紅毛城主堡南側露台加蓋了屋頂，並開闢網球場，於庭院中種植花草:46。除此之外，亦增設了電燈電扇、車庫、現代化污水系統與熱水系統等設施:88-92。1930年，日本政府在臺灣公佈《史蹟名勝天然紀念物保存法》，同時設立史蹟名勝天然紀念物調查會，於1931年至1932年進行各地史蹟之調查工作，紅毛城則被列為「臺北州指定史蹟」之一:194。
1937年，日本建築史家藤島亥治郎參訪紅毛城，對其外觀與內部設施做了詳細的記載並進行了測量:46。1938年，英方改建領事官邸的計劃因英日關係惡化而暫緩:93-94。1941年，太平洋戰爭爆發，日本向英美宣戰，紅毛城的英國領事館也在12月8日關閉:46:99。英方聘任二位日本工作人員負責在戰爭期間負責管理並維護領事館，當地派出所警官在查封領事館門戶後，向英國領事表示檔案皆已留存在安全的地方，領事館財產將被保管至戰爭結束。英國領事被軟禁在其住宅與花園內，同年12月31日被帶往日本本土 :100。

### 戰後時期

紅毛城每年遊客人次（1987年－2014年）

红毛城每年游客人次（1987年－2014年）

1945年，國民政府在戰後接收臺灣，且一併接收紅毛城，開放予民眾參觀:54。但到了1946年，英國以其具有「永代租借權」為由重返紅毛城，並在該處復設領事館:54。

1950年1月6日，英國與中華民國斷交，但駐淡水之領事館仍維持業務（英方承認中華人民共和國政府，於1954年建立代辦級外交關係，直至1972年3月13日升級為大使級）。到了1972年3月，英國正式自紅毛城撤館，並委託澳大利亞代為管理紅毛城，爾後又交由美國代管:34。在這段期間，中華民國政府多次與英方交涉，希望將紅毛城改納國有地，但因臺方認為英方開價過高而無共識:121。

同年，淡水工商與台灣基督長老教會開始與英方協商，表示淡水工商欲向英方購買紅毛城產權並將其轉型為博物館供大眾參觀:233。1976年6月，英國表示接受淡水工商以英鎊1元象徵性地購買紅毛城，但中華民國政府不同意此作法:236:121。

#### 收回紅毛城房地
1979年，美國與中華民國斷交，美方移交美國在台協會代管:5，隔年中華民國外交部向英國表示將中止永久租約並收回土地，同時限期在6月30日之前答覆:121。1980年6月30日，該城正式由英方交接予中華民國政府，經由英方委託的律師將紅毛城交付給國有財產署（當時為國有財產局）官員，隨後國產局官員立即升起青天白日紅旗。
爾後，中華民國總統府於1982年5月公布施行《文化資產保存法》:195，中華民國內政部並於1983年5月26日將其指定為臺閩地區一級古蹟，經整修後於1984年12月25日開放予一般民眾參觀:48:70:121:238，開放首日並湧入四萬多人次入園參觀:197。1997年5月，《文化資產保存法》修法後，不再區分為一至三級古蹟，而採用國定、直轄市定、縣市定三級。淡水紅毛城改為國定古蹟。
2001年，虞兆中基金會與中國工程師學會等組織共同發起「尋找台灣十大土木史蹟」活動，而紅毛城則在11月30日獲選為台灣十大土木史蹟。2002年，行政院文化建設委員會將以紅毛城為首的淡水歷史建築群列為首批台灣世界遺產潛力點之一:195:6，紅毛城管理權則在隔年7月由內政部轉交至臺北縣政府，同時成立臺北縣政府淡水古蹟園區以負責營運:5。2004年3月起，紅毛城園區開始封園整修，直到2005年11月10日才再度對外開放。在這段期間，紅毛城並於2005年被變更指定為國定古蹟，同年7月1日淡水古蹟園區則升格為淡水古蹟博物館:5:22。2009年起，所有新北市的公有博物館改為免費入場，其中也包含了紅毛城。然而淡水古蹟博物館考慮提升參觀品質，於2016年7月1日起恢復紅毛城、前清淡水關稅務司官邸和滬尾礮臺的入園收費制度。

## 形制

主堡外觀，前英國領事官邸在主堡東側

紅毛城古蹟區包含紅毛城主堡、前英國領事官邸以及清治時期所建造的南門:33:197。

### 主堡
紅毛城主堡是臺灣最古老的完整建築物:55，位於山丘的西端，五虎岡第二岡的山頭上，其南、北、西側皆緊鄰陡峭的山坡，在屋頂上則可以眺望淡水河河口:69。主堡平面呈邊長15.25公尺的正方形，牆壁厚約2公尺，足以抵擋早期火砲的攻擊。南面朝淡水河、西面則朝臺灣海峽:50:68。靠近外側的牆體使用石塊，並摻有一些紅磚，而靠近內側的牆體則以紅磚構，最外層則以灰泥粉刷，並漆上朱漆。主堡的地基則是以「大放腳」的做法，用紅磚砌成，並在基礎之上以磚和石塊壘厚牆，可防砲火攻擊。其中紅磚來自印尼巴達維亞、石塊則是就地取得:52。
主堡高約13公尺，內部僅二層樓，上下二層的圓拱天花板方向互相垂直，底層開口朝東西向，而頂層則是南北向，以增加建物的耐震能力，避免建築自中間裂成兩半:52:74。另外，主堡屋頂東北與西南方各自設有防衛用的角樓，以五根支撐石樑自城壁伸出，再以紅磚在上面砌成碉堡狀，屬英式作法:58:33。一樓則有四座英國人所增修的紅磚小牢房與供犯人活動的小庭院:33。地牢牢門以厚木板製成，設有窺孔與送食門，窺孔上則有活動的鐵片遮住方便管理員隨時打開查看犯人。其室內僅有一鐵柵小窗可透光:68。東側及北側亦挖有壕溝以禦敵:50。二樓則是作為辦公室使用，英國人並在其中的秘書室增設文件焚化爐與保險庫。房間裡則設有壁爐以供冬日生火取暖:54。會計室牆上則有一根橫架在房間中央的圓木棍，為以往之人工風扇，夏季炎熱時掛上大幅帆布，由僕役前後拉動以產生涼風:77。二樓入口左側則有一陡木梯通往屋頂平台，平台由紅地磚鋪成，中央稍高以利排水。屋頂四周則排列著雉堞，以磚牆上加石壓條構成以掩護射擊，為英國古堡之常見式樣:56:76。主堡南側的露台亦由英國人增建，其紅磚來自廈門，底層可通主堡內部，具有五個弧形卷拱。露台階梯旁則設有內大外小的倒喇叭形射口，供射擊防禦用:76。前方置有四尊嘉慶十八年（1813年）製成的古砲:58。

### 領事官邸

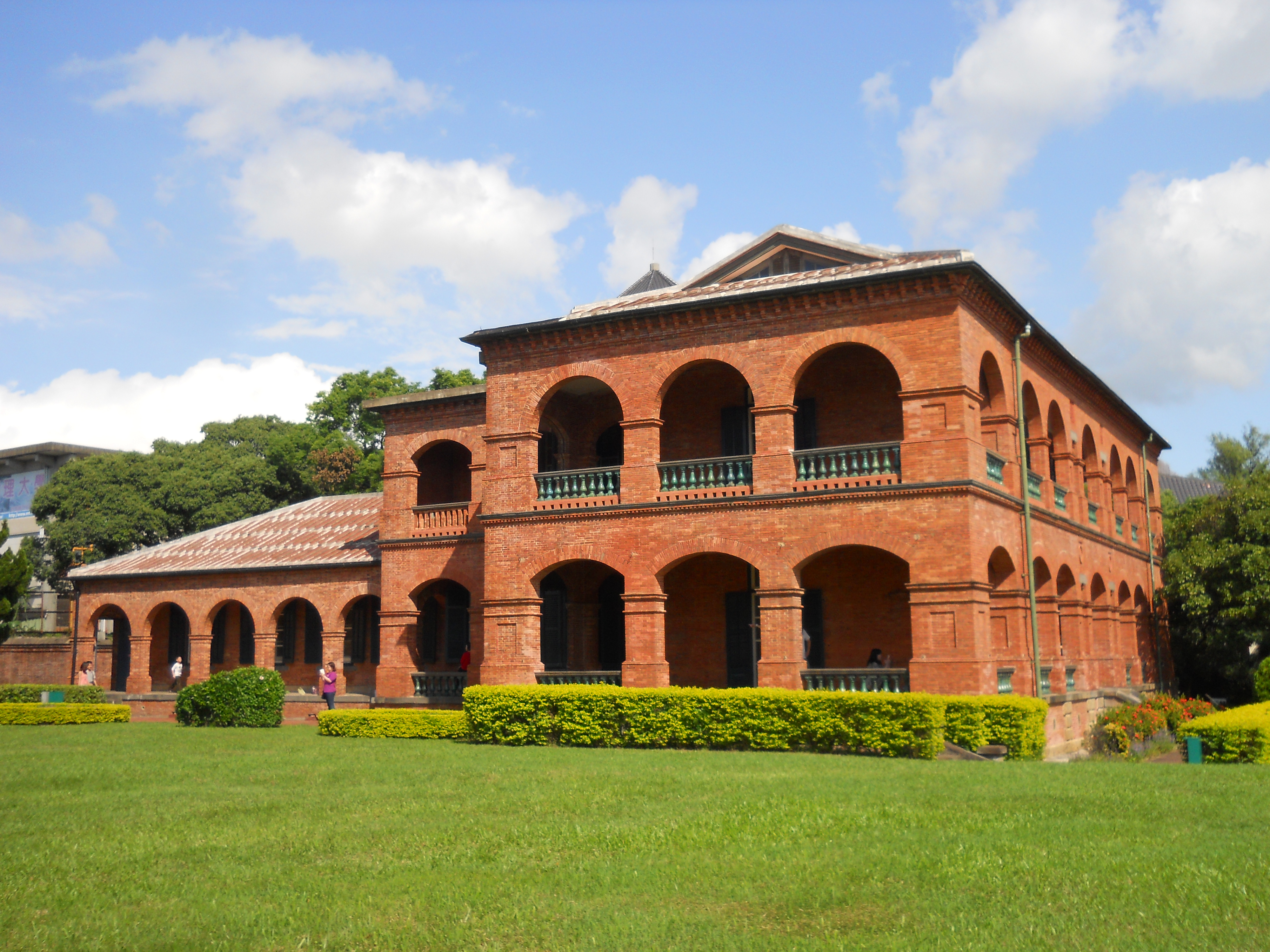
前英國領事官邸

前英國領事官邸在主堡東側，採典型英國殖民地建築樣式，為兩層式紅磚洋樓。官邸具有四坡式斜屋頂以及能遮風避雨的迴廊，迴廊立面呈半圓拱型。領事官邸正面刻有紅色磚雕的「VR」及「1891」字樣，欄杆則由綠色釉瓶組成，「瓶」與「平」諧音象徵「平安」之意:33:77:81。官邸南側迴廊寬三公尺、東西側迴廊則寬約五公尺:68。官邸擁有很多房間，建築物坐北朝南，平面略呈「T」字形狀。官邸一樓築於臺基的上方以避潮並展現尊貴氣派，臺基高約一公尺，由紅磚砌成，牆角與柱基下則以白色花崗石砌成，並於每個拱圈下鑿有中式錢紋通風孔:81。底樓入口則設於中央，並設有一座扶手大樓梯通往二樓:64:77。一樓的東側有餐廳與配膳室，西側則是書房與客廳，傭人房和洗衣間則設在後側。二樓則有儲藏室與三間大臥室，主臥室位於二樓西側。客廳、餐廳與主要臥室皆設有壁爐:64:77。領事官邸乃由英國建築師設計，然而其紅磚與匠師則來自福建廈門:77:80。磚塊以手工製成，而砌築磚牆的灰漿則是蚵殻灰、糯米與黑糖汁所混合乾燥而成的三合土:80。
官邸一樓使用弧形拱，二樓則使用半圓拱，使得外型能有變化不單調，並增加一樓迴廊的採光度。迴廊兩旁使用大柱，中央用小柱，並在入口處使用雙柱，可以增加其穩定性。磚柱上身則砌成突出的柱頭，下半身砌成基座狀以模仿石造建築，並同時使用圓形線腳:68。正面入口處外牆則有12幅磚刻浮雕圖案，其中包含了象徵英國的薔薇花以及「VR 1891」字樣。外牆最上方則有屋簷，為磚砌的裝飾帶。二樓地板外則以齒狀蛇腹線裝飾:69。臺基轉角使用粗獷白花崗石，與紅磚形成對比，並在邊上嵌有中式錢紋小石窗提供地下室的通風。磚柱與牆壁厚度則皆為英制的0.5碼:69。一樓迴廊的「波浪鐵板拱」天花板，具防火功能。客廳與餐廳鋪上了來自爪哇的彩瓷。壁爐設施來自英國，兩邊有石膏製的裝飾用小柱，屬於新古典主義風格。位於入口門廳的螺旋樓梯則以石板雕成，它的木欄杆柱則有精細的雕琢。落地門窗外則皆各自設有一扇角度可調整的木質百葉門:71。另外，官邸西側的草地則是以往英國人作為花園宴會之用，並是全臺灣首座草地網球場:80。

### 其他附屬設施

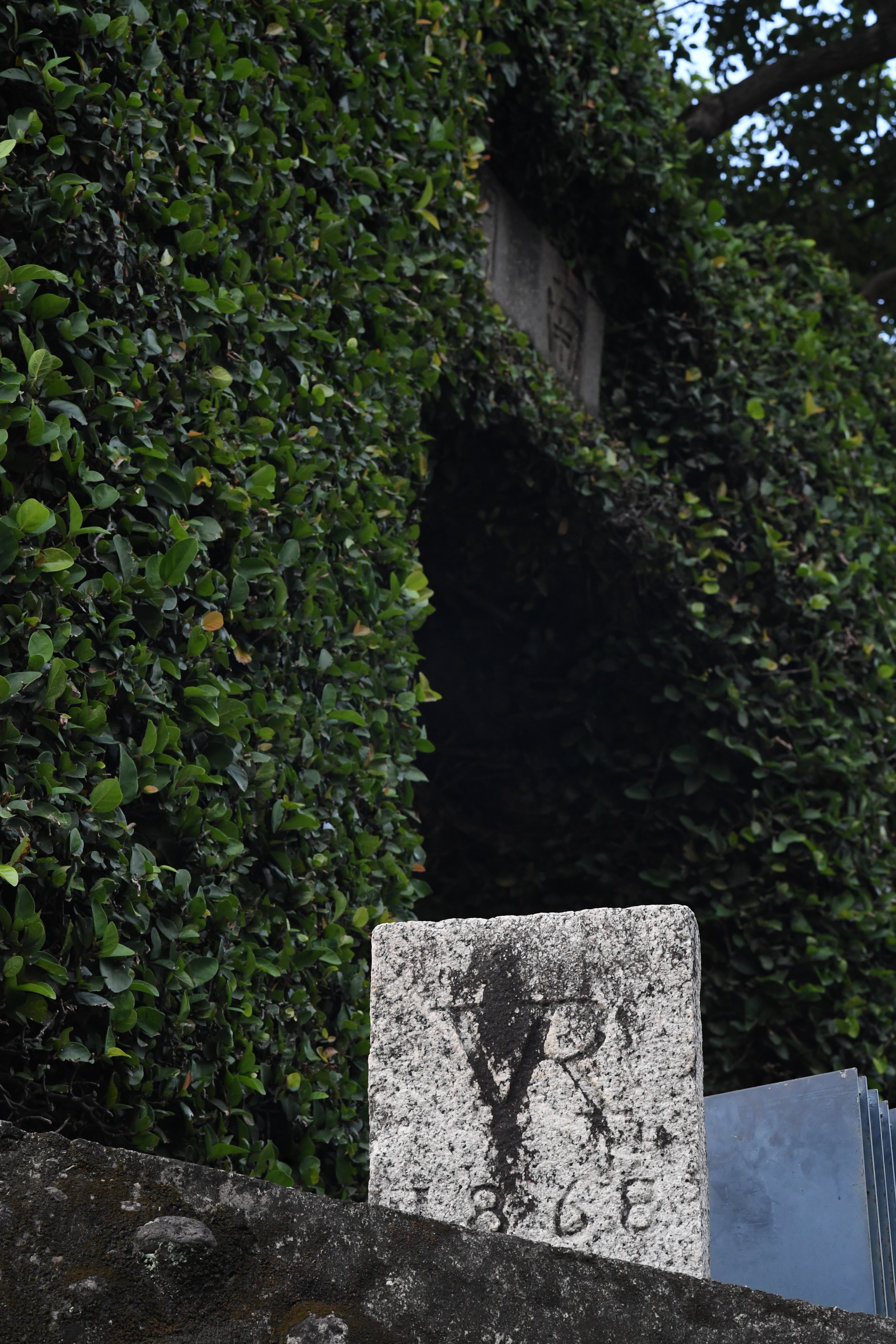
南門

南門使用觀音石砌成，為古蹟區內唯一的中國式建築:33，門額上並題有「南門」二字:77。其餘三座城門則於作為英國領事館時因出入安全管制而被拆除並封閉:77。右圍牆外則有數座刻有「VR 1868」字樣的小石碑，為英國人在1868年所建立的地界標誌:72:77。另外也有一座從山腳下移上來的「D&C.1866 寶順行」界碑。主堡南側露台外則製有四尊清代滬尾水師所使用的大砲。大砲原被棄置於紅毛城附近之清軍舊軍營中，於英人整建紅毛城時搬至城內，其中二砲並刻有「奉獻鑄造 臺灣北路淡水營大砲乙位重八百筋」字樣:77。領事官邸內設有家具，但並非原物，乃開放參觀後所四處搜集之西式古家具:72。另外，主堡外側設有西班牙、荷蘭、鄭氏、清朝、英國、日本、澳大利亞、美國及中華民國國旗等曾領有該城之各政權旗幟。

## 出土文物
2006年，連續大雨導致前英國領事官邸前方坡地出現四個整齊排列的坑洞，其直徑約為2公尺。因此，國立臺灣大學人類學系前往紅毛城探勘，除了在主堡北側廣場約4至6公尺的地表下發現半圓形的排列的六個金屬物體之外，亦掘出17至19世紀的古罐及青花瓷碎片，主要來自中國、日本與越南等地。同時亦有出土夾砂陶、印紋陶與硬陶等陶器製品:17。另外該次挖掘也出土了一顆直徑6公分、重752.5公克的鐵球，推測可能是砲彈。另亦有貝類與獸骨等生物遺骸出土:28-29。另外，紅毛城與鄰近的家畜試驗所之間也掘出了紅褐色繩紋陶片與粗沙褐陶，被判定為距今4,500年至3,500年前的繩紋紅陶文化與訊塘埔文化之遺留文物，並被命名為「紅毛城遺址」:110。而紅毛城附近亦曾發現老崩山文化的遺跡，為大坌坑文化人的後裔所留下。

## 文化影響與描繪
自乾隆年間以來，紅毛城的「戍台夕陽」景色先後被列為「淡水廳四景」、「淡北八景」、「全淡八景」之一:26:5:172，包含林逢源、陳維英、楊雪滄、黃敬等清代文人亦曾先後創作題為「戍台夕陽」之詩文，描繪紅毛城之景色:173。1982年，電影《魔胎》至紅毛城內取景，使紅毛城遭污損，引起文化界人士與民眾的批評，而該片製作公司則在1986年被以破壞國有財產為由裁定賠償:257。而2013年的電視劇《我的自由年代》亦曾在該地取景。1985年，中華民國交通部郵政總局為響應中華文化復興運動，發行臺灣古蹟郵票，其中5元郵票的主題是紅毛城:197。2010年，有便利商店推出臺灣各地具代表性建築的積木，其中亦包含了紅毛城:198。紅毛城園區內的「紅城小舖」則售有以該城為主題、端點刻有紅毛城主堡建築的「紅毛城故事冰棒」。至於中華民國中央銀行則是在2010年發行的虎年紀念套幣中，以紅毛城主堡作為其中新臺幣100圓紀念幣之背面式樣。新北市立淡水古蹟博物館也發行了以紅毛城為主題的中英文繪本《忙個不停的紅城堡》以介紹該城歷史，並作為2016年至2017年度「新北市世界遺產保存與教育推廣計畫」教材。

## 延伸閱讀
- 陳嘉文. . 台北: 行政院國科會數位博物館.   [2004-11-01]. （原始内容存档于2019-11-03）.
- 陳嘉文. . 台北: 行政院國科會數位博物館.   [2004-11-01]. （原始内容存档于2012-08-04）.
- José María Alvarez. . 由李毓中、吳孟真翻译. 台北: 國史館臺灣文獻館. 2006.
- 楊碧川. . 台北: 自立晚報. 1988.
- 張德水. . 台北: 前衛. 1992.

## 外部連結
- 淡水紅毛城-旅遊資訊
- 新北市立淡水古蹟博物館 （页面存档备份，存于）
- 紅毛城園區(新北市立淡水古蹟博物館)-新北市觀光旅遊網 （页面存档备份，存于）
- 紅毛城 -淡水區公所 （页面存档备份，存于）
- 淡水紅毛城-文化部文化資產局 （页面存档备份，存于）